# Дессанж, Жак
Жак Десса́нж (фр. Jacques Dessange; наст. имя и фам. Юбер Дессанж; 5 декабря 1925[…], Souesmes — 7 января 2020[…], Pierrefitte-sur-Sauldre) — французский парикмахер и предприниматель. Создатель оригинального стиля причёсок «Coiffe-Decoiffe», автор ряда инновационных технологий в области парикмахерского искусства. Основатель всемирной сети салонов красоты премиум-класса и марки профессиональных средств для ухода за волосами.

## Биография
Родился в 1926 году в деревне Суэсм в регионе Солонь, департамент Луар и Шер. Его отец Рене Дессанж был владельцем небольшой парикмахерской и магазина. В салоне отца, где не было водопровода, Жак помогал ему, начиная с ранних лет, а позже стал его ассистентом. В 1945 году отправился в Париж, где работал в качестве парикмахера. В 1949 году поступил на работу парикмахером моделей ателье высокой моды «Christian Dior». В 1954 открыл в Париже свой первый салон красоты (по другой информации, в 1952 году). Второй салон под его именем открылся в Сен-Тропе в 1955 году.
Является автором техники выпрямления волос, бигуди «rollers news», ввёл в моду ультракороткую женскую причёску «под мальчика» — «гарсон», лёгкий естественный стиль «Coiffé-Décoiffé» и мелирование. Начиная с начала 1950-х годов оказывал услуги звёздам кино: Одри Хепбёрн, Джин Сибирг, Джейн Фонда, Катрин Денёв, Ким Новак, Марина Влади и др. Благодаря фильму «Бабетта идёт на войну» с Брижит Бардо в главной роли, всемирную известность получила причёска «бабетта».
Начиная с 1958 года, сотрудничает с Каннским кинофестивалем, а с 1984 года его компания является официальным партнёром кинофорума. Начиная с 1970 годов, расширил сеть салонов под своей маркой. В 1979 году основал собственную школу обучения. В 1990 году выпустил в продажу средства для макияжа, а два года спустя совместно с компанией L’Oréal — ряд косметических продуктов. В 1994 году первый салон под маркой Dessange был открыт в Москве. В 1996 году был создан более доступный бренд (фр. Camille Albane). По состоянию на 2018 год, сеть под его маркой насчитывает 1700 салонов в 43 странах мира. Согласно информации, опубликованной в 2015 году газетой Le Monde, Жак Дессанж фигурировал в деле по укрывательству от налогов, получившем известность под названием SwissLeaks.
Умер во Франции 7 января 2020 года.